# Internierungslager Lamsdorf

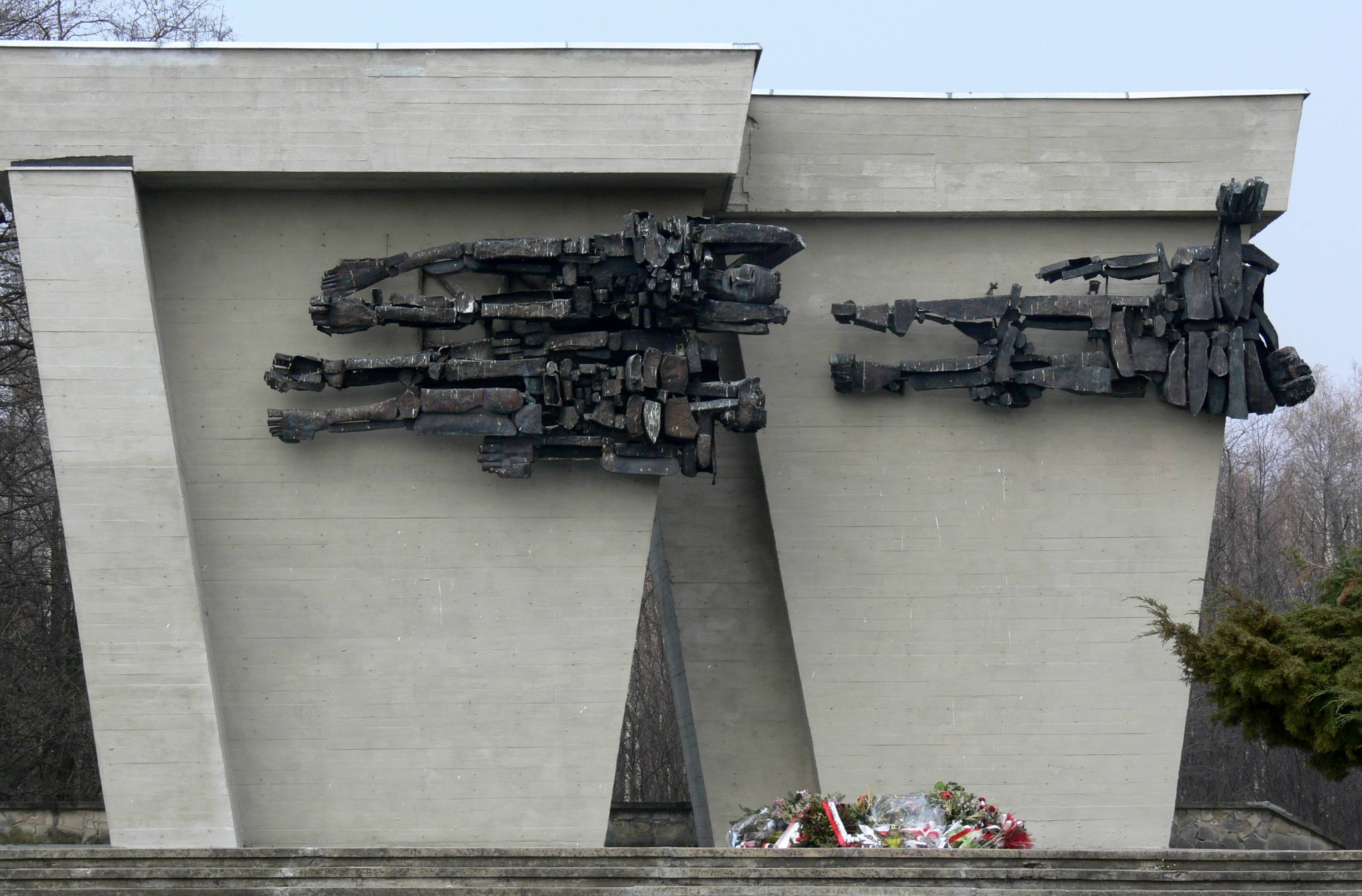
Denkmal des Martyriums der Kriegsgefangenen

Das Internierungslager Lamsdorf in der Nähe von Lamsdorf in Schlesien war zunächst ein Kriegsgefangenenlager im Deutsch-Französischen Krieg von 1870/71. Im Ersten Weltkrieg und im Zweiten Weltkrieg befanden sich hier in verschiedenen Stammlagern Kriegsgefangene, von denen viele zu Tode kamen: Stalag VIII B, Stalag VIII F/318, Stalag 344. Nach dem Kriegsende in der Volksrepublik Polen liegend und Obóz Pracy w Łambinowicach benannt, diente das Lager bis 1946 als Internierungs- und Arbeitslager, um in der Region ansässige deutsche Zivilisten zu internieren. Hier befindet sich seit 1995 eine Gedenkstätte des Nachkriegslagers Lamsdorf.

## Kriegsgefangenenlager 1871–1945

### Lagerkomplex seit 1871

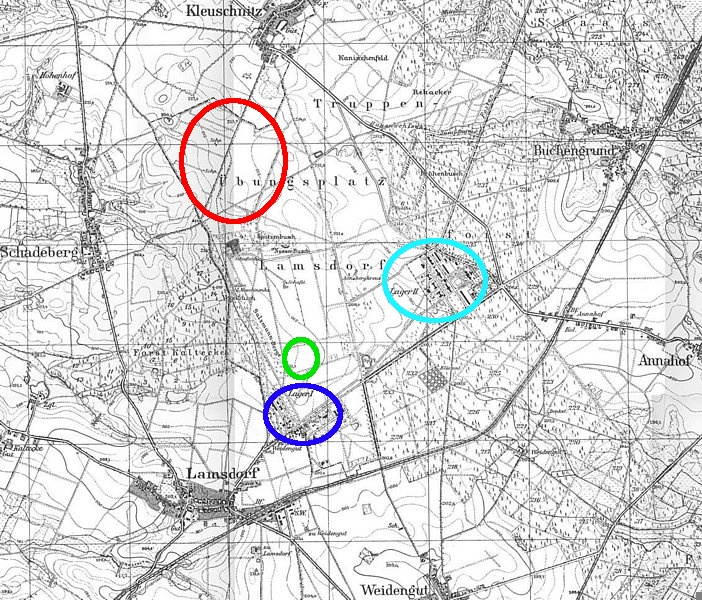
Messtischblatt von ca. 1930 mit farblichen Markierungen der Lager; dunkelblau: Deutsch-Französischer Krieg, hellblau: Erster Weltkrieg und „Britenlager“ (Stalag VIII B), rot: „Russenlager“ (Stalag VIII F), grün: Internierungslager 1945–1946

Auf dem Truppenübungsgelände bei Lammsdorf wurde 1870/71 im Deutsch-Französischer Krieg ein Lager für 3.000 französische Kriegsgefangene eingerichtet. Im Ersten Weltkrieg waren in den Kriegsgefangenenlagern vor allem russische, aber auch polnische, rumänische, italienische, serbische, englische, französische, belgische und griechische Kriegsgefangene. 6.969 Gräber zeugen auf dem nahen Friedhof davon.

### Kriegsgefangenenlager im Zweiten Weltkrieg
Im Zweiten Weltkrieg war in Lamsdorf einer der größten Kriegsgefangenen-Lagerkomplexe der Wehrmacht, abgekürzt Stalags:
- Stalag VIII B, so genanntes Britenlager
- Stalag VIII F/318, so genanntes Russenlager
- Stalag 344

Rund 400.000 Kriegsgefangene, davon 200.000 sowjetische Soldaten, sollen durch die Lager gegangen sein. Auf 42.000 Tote weist heute das Denkmal des Martyriums der Kriegsgefangenen in Łambinowice hin.
Die Rote Armee erreichte und befreite das bzw. die Lager am 17. März 1945.

## Internierungs-/Arbeitslager 1945–46

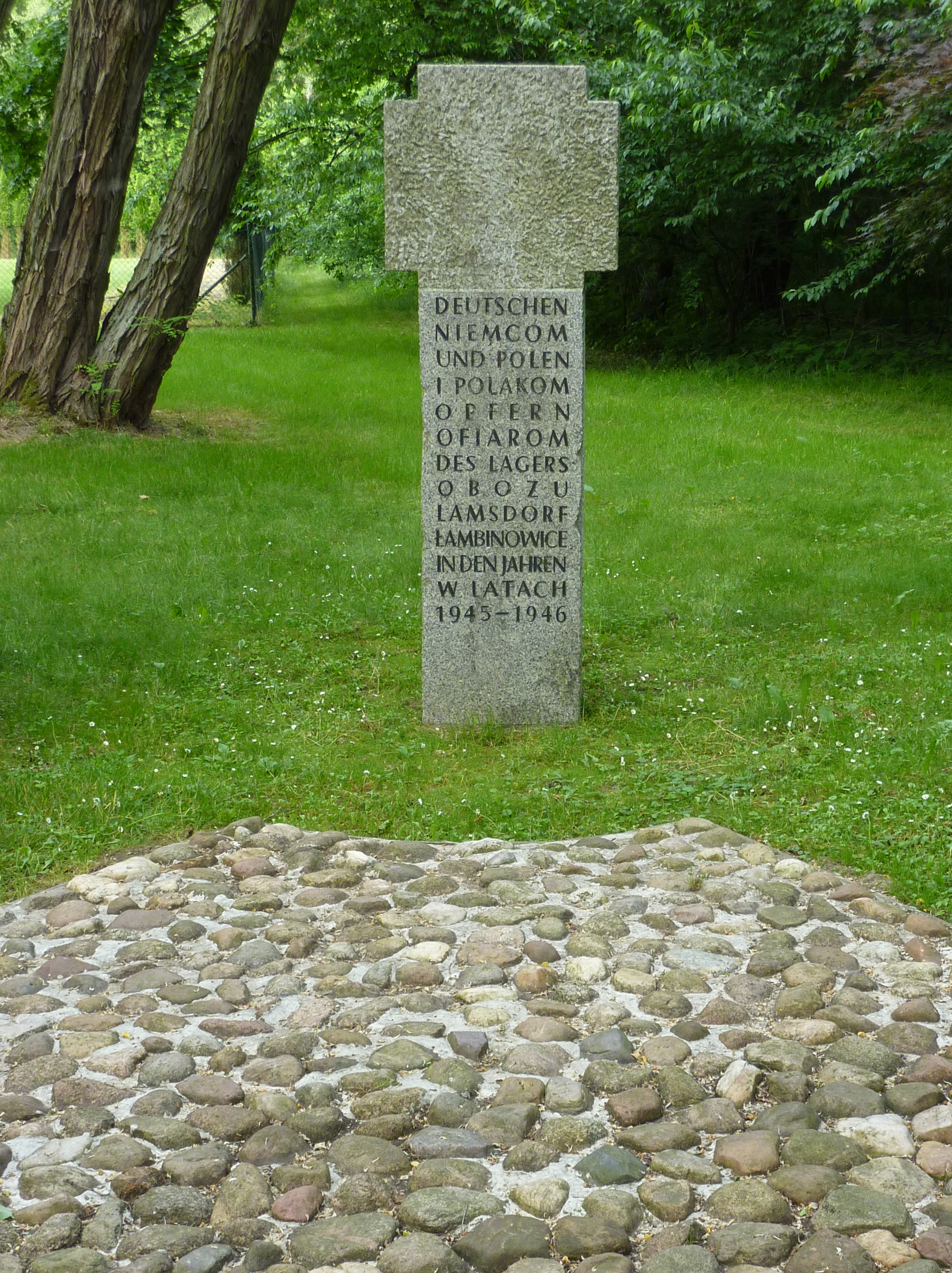
Sühnekreuz in der Gedenkstätte des Nachkriegslagers Lamsdorf, errichtet 1995

Unter polnischer Verwaltung wurde nach dem Zweiten Weltkrieg vom polnischen Landrat des Powiat Niemodliński (vormals Landkreis Falkenberg O.S.) auf Grundlage der Verordnung Nr. 88 des Generals Aleksander Zawadzki vom 18. Juni 1945 in der Nähe von Łambinowice das Internierungslager Lamsdorf (offiziell: Arbeitslager Łambinowice, polnisch Obóz Pracy w Łambinowicach) eingerichtet, in dem deutsche Zivilisten interniert wurden. Menschen, die in den Westen Deutschlands verbracht werden sollten, bildeten die größte Gruppe. In Polen sprach man von „Aussiedlung“, in Deutschland nennt man diese Vorgehensweise „Vertreibung“.
Der bekannteste Lagerkommandant war Czesław Gęborski, ein 20-jähriger Miliz-Feldwebel. Er war nur knapp drei Monate Lagerleiter, nach ihm kamen noch drei andere, bis im September/Oktober 1946 das Lager aufgelöst wurde. Wegen unmenschlicher Bedingungen wie Medikamenten- und Nahrungsknappheit sowie durch die vom Lagerkommandanten Czesław Gęborski veranlassten Folterungen und Gewalttaten starben über 1.000 von insgesamt 9.000 internierten Deutschen. Gęborski stand in Polen aufgrund seiner Willkür und Gewalttaten mehrmals vor Gericht.

### Der 4.Oktober 1945 und seine Aufarbeitung
Am 4. Oktober 1945 brach zwischen 13 und 15 Uhr ein Feuer aus. Die Ursache ist unklar. Auf der einen Seite wird vermutet, das Feuer wurde von deutschen Insassen gelegt, um von einer von langer Hand vorbereiteten Flucht abzulenken. Eine andere Version schildert den Brand als Provokation des Lagerkommandanten Czesław Gęborski, um einen Vorwand für die Anwendung von Waffen zu haben. Das Feuer löste eine Panik aus. Wachleute zwangen Häftlinge, das Feuer zu löschen, obwohl Wasser fehlte. Gęborski ließ Maschinengewehre in Stellung bringen, berichtet Edmund Nowak in seinem Buch „Schatten von Łambinowice“.
Am 29. November 1956 wurden gegen den ehemaligen Lagerkommandanten erste Ermittlungen eingeleitet. Am 18. Juni 1957 wurde Gęborski vorübergehend festgenommen, aber nicht verurteilt.
Auch eine historische Aufarbeitung der Vorgänge um das Lager war erst nach der Wende im Ostblock möglich. Seit dem 27. Februar 2005 lief gegen ihn vor dem Woiwodschaftsgericht in Breslau ein Verfahren wegen 48-fachen Mordes an den deutschen Lagerinsassen. Der Prozess wurde wegen Gesundheitsproblemen des Angeklagten nicht weitergeführt. Der ehemalige Lagerkommandant starb im Juli 2006.

### Dokumentationen über die Vorgänge in Lamsdorf

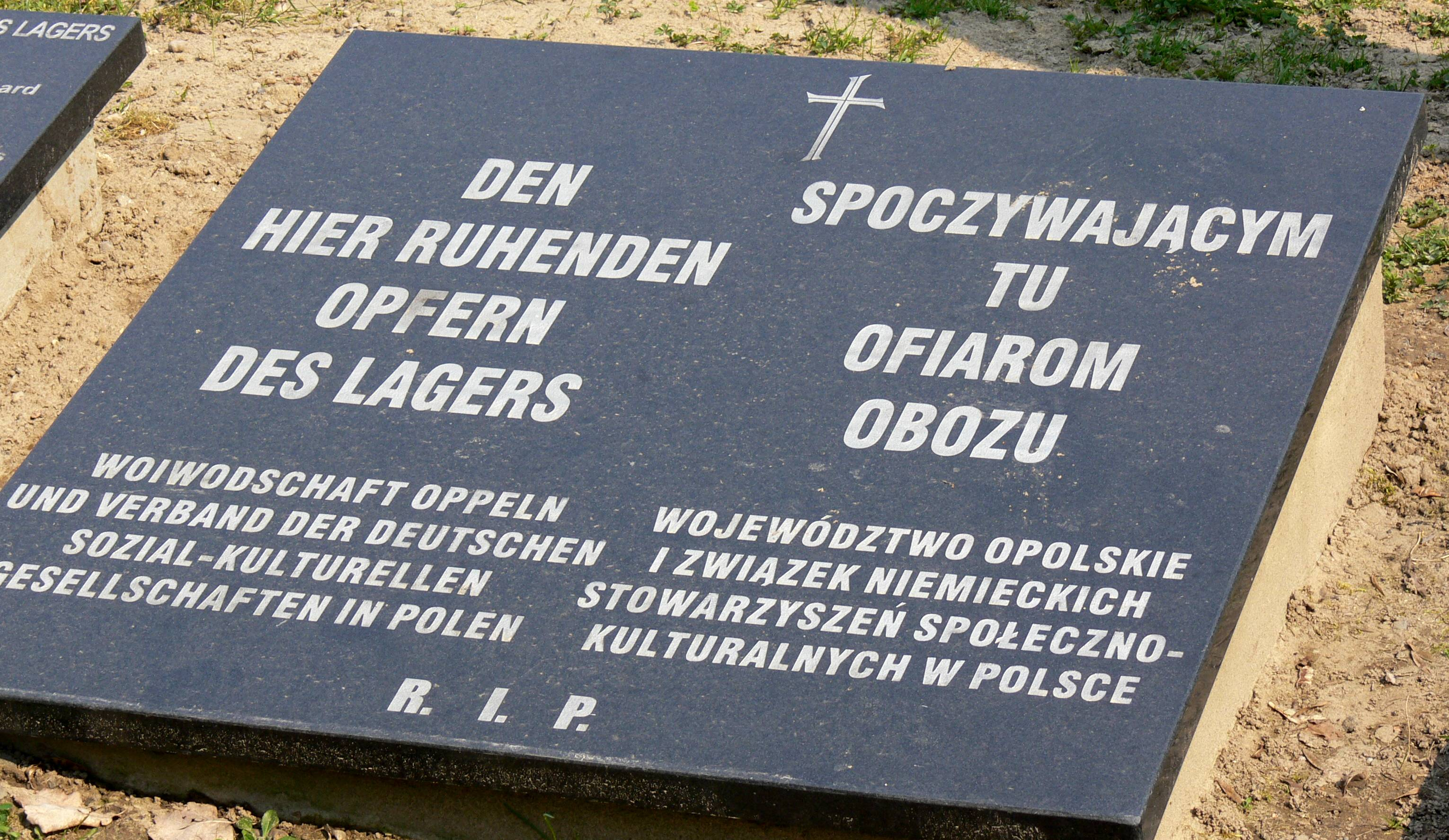
Zweisprachige Tafel auf dem Friedhof der Lageropfer

Der Arzt Heinz Esser, der im Lager als Gefangener lebte, hatte bereits 1949 eine Broschüre über die „Die Hölle von Lamsdorf“ veröffentlicht. Später wurde daraus das in mehreren Auflagen erschienene Werk „Die Hölle von Lamsdorf. Dokumentation über ein polnisches Vernichtungslager“ (1. Auflage 1969). In Polen konnte erst nach der Wende der Historiker Edmund Nowak mit dem Buch „Cień Łambinowic“ (deutsch Schatten von Łambinowice) an die Öffentlichkeit treten. 2003 kam sein weitergehendes Buch „Lager im Oppelner Schlesien im System der Nachkriegslager in Polen (1945–1950)“ hinzu, in dem außer auf Lamsdorf auch auf weitere Lager eingegangen wird (auf Polnisch schon 2002). – Das Museum in Oppeln arbeitet weiter an der wissenschaftlichen Aufarbeitung des Verhältnisses der Polen zu den Deutschen in Schlesien. Die Außenstelle in Łambinowice bietet Informationen, Führungen, Filme und Seminare über die Geschichte der Lager an.

### Das Verhältnis von Deutschen und Polen im Angesicht von Łambinowice
Nach den Publikationen von Heinz Esser über das Internierungslager Lamsdorf und dem Aufruf an die polnische Regierung vom 13. April 1965 durch die Landsmannschaft der Oberschlesier war die Situation zwischen Deutschen und Polen sehr gespannt. Nach der politischen Wende 1989/90 wurde zum Gedenken an die Internierten und der Todesopfer schließlich ein Holzkreuz auf dem Gelände des Lagers aufgestellt. Nachdem es mehrfach in Brand gesetzt worden war, wurde es aus Eisen geschaffen. Am 16. September 2002 fand die Einweihung des Friedhofes der Opfer des Arbeitslagers mit Erzbischof Alfons Nossol (Diözese Opole) statt. Die Namen der Opfer des Arbeitslagers Łambinowice wurden in steinernen Tafeln festgehalten. In deutscher und polnischer Sprache steht auf einer Steintafel zu lesen:
„Vergib uns unsere Schuld, wie auch wir vergeben unseren Schuldigern.
Odpuść nam nasze winy, jako i my odpuszczamy naszym winowajcom.“

## Gedenkstätte und Museum

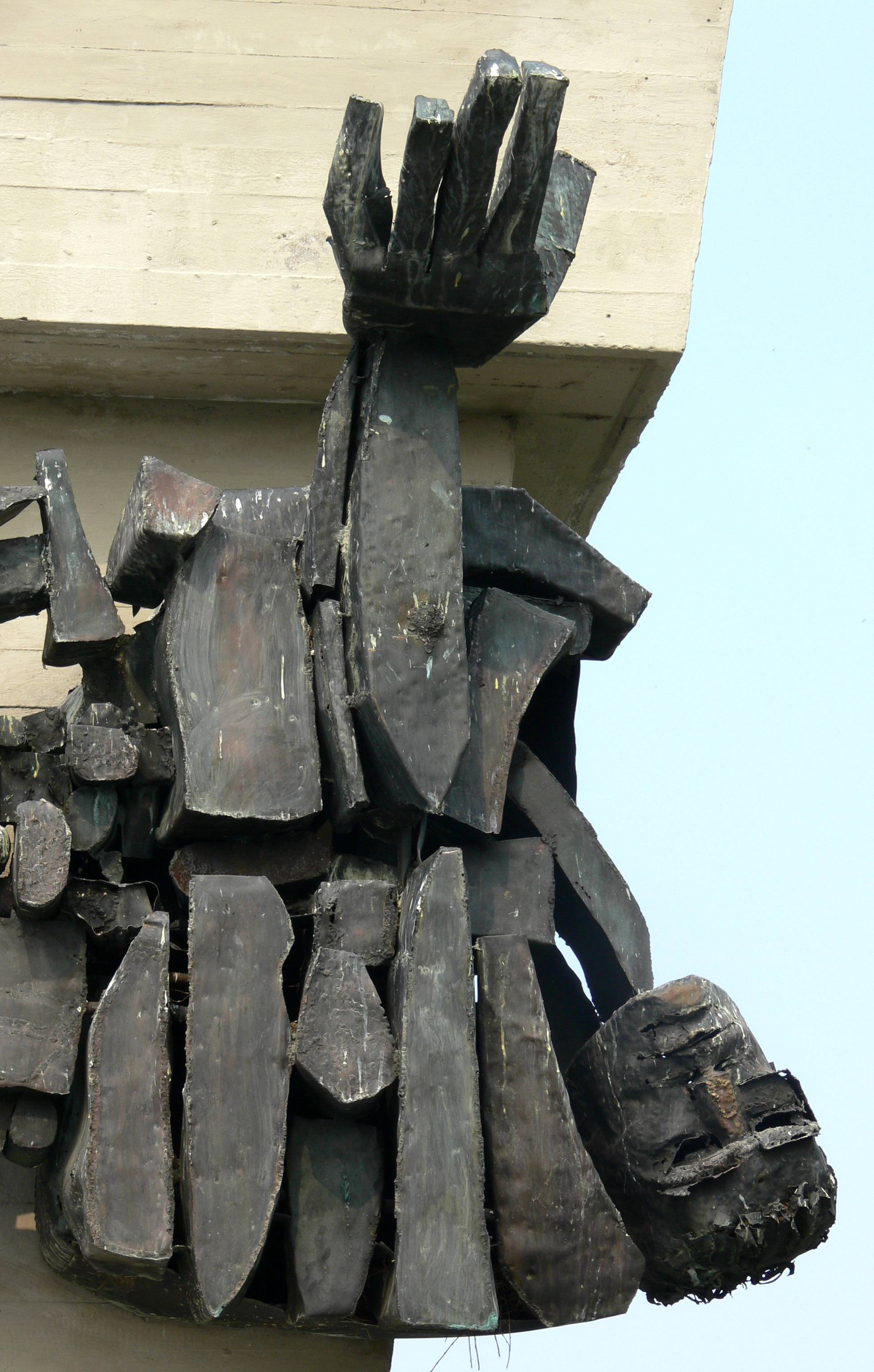
Detail am Denkmal des Martyriums der Kriegsgefangenen

In der Nachkriegszeit wurde auf dem Gelände ein Denkmal nach einem Entwurf von Jan Borowczak, Marian Nowak und Jerzy Beski errichtet. Es zeigt drei liegende Figuren teils mit den Armen ausgestreckt auf zwei Betonsegeln.
Die Geschichte dieser Lager ist im Zentralen Museum der Kriegsgefangenen in Łambinowice/Opole (in Lamsdorf und Oppeln) dokumentiert – ebenso die Nachkriegsgeschichte des Lagers.